# Універсальний солдат 3: Відродження
«Універсальний солдат 3: Відродження» (англ. Universal Soldier: Regeneration) — американський бойовик 2009 року.
Терористи захопили Чорнобильську АЕС і погрожують її підірвати, якщо президент України не відпустить їхніх товаришів з в'язниць. Незабаром виявляється, що діти глави держави теж захоплені тими ж терористами. Реактор охороняє вкрадений кіборг «універсальний солдат», для знищення якого відряджають Люка Деверо — колись найкращого «універсального солдата». Однак його чекає зустріч не тільки з терористами та кіборгом нового покоління, але й з його ворогом — клонованим і вдосконаленим сержантом Ендрю Скоттом.

## Сюжет
Терористи, очолювані командером Топовим, захоплюють Чорнобильську АЕС та беруть у заручники дітей прем'єр-міністра України, Мусаєва, з вимогою звільнити своїх товаришів з в'язниць і дати незалежність Пасалану. Вони дають на виконання вимог 72 години, інакше підірвуть АЕС, що підніме в повітря хмару радіоактивного пилу. Терористи доставляють на станцію «універсального солдата» нового покоління, «модель № 7» якого контрабандою ввіз до України американський вчений-утікач, доктор Роберт Колін. Полковник Джон Кобі спрямовує в Україну чотирьох «універсальних солдатів» ранішої моделі для знищення «моделі № 7». У брифінгу він згадує про Люк Деверо — одного з перших «універсальних солдатів», який тепер живе як цивільний.
Люк проживає у Швейцарії та має проблеми зі сном і пам'яттю, він повинен регулярно приймати ліки. Не отримавши вчасно дозу пігулок, він нападає на відвідувача ресторану, який нагадав йому когось із минулого. Тим часом війська США об'єднуються з українською армією на АЕС, але «модель № 7» вбиває більшість із них. Терористи підривають один з детонаторів біля АЕС на підтвердження серйозності своїх погроз.
Доктор Річард Портер, колишній колега Роберта Коліна, викликає Люка для протистояння терористам. Докторка Сандра Флеммінг, яка наглядала за Люком, зауважує, що той не може швидко повернутися у стрій. Проте Роберт наполягає на якнайшвидшій реабілітації солдата. В той час Колін планує убити командера Топова за допомогою іншого «універсального солдата» — клонованого Ендрю Скотта.
Прем'єр-міністр оголошує про звільнення ув'язнених. Терористи радіють і вимикають детонатори. Водночас Ендрю вбиває Топова, проте не підкорюється подальшим наказам Роберта Коліна. Ендрю заново активує бомбу та вирушає за дітьми. Капітан Кевін Берк вирушає врятувати їх та майже виводить назовні. На виході вони натикаються на «модель № 7», який убиває Берка, а дітям вдається втекти.
За 30 хвилин до вибуху бомби Люк проникає на АЕС, де знищує терористів. Скотт наздоганяє дітей, але Люк стає йому на заваді. Хоча Люк поступається Скотту за фізичними характеристиками, він пронизує Скотту лоб трубою і стріляє йому в голову з дробовика. Проте живим все ще залишається «модель № 7», який продовжує охороняти бомбу. Між ним і Люком спалахує двобій. Люку вдається вийняти детонатор і засунути його під бронежилет кіборга. Вибух детонатора вбиває «модель № 7», а Люк вистрибує у вікно.
Труп Берка забирають з АЕС разом з останками «універсальних солдатів». Згодом у США на основі Берка створюється наступна партія «універсальних солдатів», яких оглядає Річард Портер.

## У ролях
| Актор             | Роль                  |
| ----------------- | --------------------- |
| Жан-Клод Ван Дамм | Люк Деверо            |
| Дольф Лундгрен    | Ендрю Скотт           |
| Андрій Орловський | NGU                   |
| Майк Пайл         | капітан Кевін Берк    |
| Корі Джонсон      | полковник Джон Кобі   |
| Гаррі Купер       | доктор Річард Портер  |
| Емілі Джойс       | доктор Сандра Флемінг |
| Захарі Бахаров    | командер Топов        |
| Аки Авні          | генерал Борис         |
| Керрі Шейл        | доктор Колін          |